# Elephant's Memory
Gli Elephant's Memory erano un gruppo rock statunitense noto soprattutto per essere stato la band di supporto di John Lennon e Yōko Ono nel periodo 1972-1973.
In occasione delle esibizioni live con Lennon e Ono, la band era nota con il nome Plastic Ono Elephant's Memory Band.

## Storia

### Formazione e inizi (1967–1972)
Gli Elephant's Memory si formarono tra il 1967 e il 1968, per volere di Stan Bronstein (sassofono, clarinetto, e voce) e Rick Frank Jr. (batteria). Nel 1968, al gruppo si aggiunse per breve tempo Carly Simon come cantante. Nel 1969, la formazione si allargò includendo John Ward (basso), Chester Ayers (chitarra elettrica), Myron Yules (basso e trombone), R. Sussmann (tastiere), Michal Shapiro (voce), Guy Peritore (chitarra e voce), e David Cohen (chitarra, tastiere, e voce). Ulteriore aggiunta nel 1970, fu il chitarrista Chris Robison.
Due delle canzoni del gruppo, Jungle Gym at the Zoo e Old Man Willow, furono incluse nella colonna sonora del film Un uomo da marciapiede del 1969, e grazie a ciò, ricevettero un disco d'oro per il contributo dato al successo della pellicola.
Nel 1970, la band ebbe un successo minore con il brano Mongoose su etichetta Metromedia Records. Tra il 1970 e il 1973, la formazione rimase più o meno stabile gravitando intorno al nucleo costituito da Bronstein e Frank, insieme al chitarrista Wayne "Tex" Gabriel e al bassista Gary Van Scyoc.

### Collaborazione con Lennon & Ono, e periodo successivo (1972–1976)
Conosciuti nell'area del Greenwich Village come gruppo musicale di sinistra impegnato politicamente, gli Elephant's Memory suonarono come band di supporto sull'album Some Time in New York City di John Lennon e Yoko Ono durante le sedute in studio del marzo 1972. L'album venne pubblicato nel giugno 1972 negli Stati Uniti, e nel settembre dello stesso anno in Gran Bretagna.
Ribattezzatisi Plastic Ono Elephant's Memory Band, il gruppo iniziò ad esibirsi insieme a Lennon e Ono nel corso di varie trasmissioni televisive, e in concerto. Il 30 agosto 1972, con l'aggiunta di John Ward al basso e Jim Keltner alla batteria, la band suonò con John e Yoko nel celebre One to One Concert organizzato da Geraldo Rivera, in beneficenza dei bambini disabili mentali della Willowbrook State School. Il concerto venne filmato e registrato, e fu pubblicato nel febbraio 1986 sull'album Live In New York City. Una settimana dopo, il 6 settembre, il gruppo suonò nuovamente con Lennon e Ono durante l'annuale Jerry Lewis MDA Labor Day Telethon, eseguendo i brani Imagine, Now or Never e Give Peace a Chance.
In aprile e maggio 1972, la band registrò il proprio secondo omonimo album, prodotto dalla coppia Lennon-Ono e pubblicato su etichetta Apple Records, insieme al singolo Power Boogie. Il disco include diversi contributi da parte di Lennon stesso a chitarra e voce. L'album non è mai stato ristampato in formato compact disc. Da ottobre a novembre, il gruppo incise materiale per il doppio album di Yoko Ono Approximately Infinite Universe, pubblicato nel gennaio 1973. Seguì poi una sporadica collaborazione con Chuck Berry, per il quale suonarono nelle sedute di registrazione dell'album Bio (1973).
Il 5 settembre 1973, la band partecipò al famigerato Pirates Party degli Hells Angels tenutosi sulla SS Bay Belle, insieme alla Jerry Garcia Band. Il "Pirates Party" fu oggetto di un documentario uscito nel 1983, intitolato Hells Angels Forever.
Nel corso degli anni, la formazione degli Elephant's Memory incluse anche Adam Ippolito (pianoforte), Daria Price (nacchere), Robert O'Leary (basso), e John La Bosca (piano). Tuttavia, la formazione che registrò nel 1974 l'album Angels Forever, era ridotta ai soli Stan Bronstein e Richard Frank, Gary Van Scyoc, Chris Robison, e Jon Sachs.
Finito il periodo d'oro della collaborazione con i coniugi Lennon, dopo pochi anni, nel 1976 gli Elephant's Memory si sciolsero definitivamente.
Nel 2010 Van Scyoc e Ippolito sono apparsi nel film documentario LennoNYC. Il chitarrista Wayne "Tex" Gabriel è morto nel maggio 2010 all'età di 59 anni.

## Discografia
Album
- 1969 - Elephants Memory (Buddah Records, BDS-5033)
- 1969 - Songs from Midnight Cowboy (Buddah Records, BDS-5038) - (Colonna sonora del film Un uomo da marciapiede, brani: Jungle Gym Zoo e Old Man Willow)
- 1970 - Take It to the Streets (Metromedia Records, MD-1035)
- 1972 - Elephant's Memory (Apple Records, SMAS-3389) - (Prodotto da John Lennon & Yoko Ono)
- 1974 - Angels Forever (RCA Victore Records, APL1-0569)

Singoli
- 1969 - Cross Roads of the Stepping Stones/Jungle Gym at the Zoo (Buddah Records, 98)
- 1970 - Mongoose/I Couldn't Dream (Metromedia Records, 182)
- 1971 - Skyscraper Commando/Power (Metromedia Records, 210)
- 1971 - Don't Put Me on Trial No More/Hot Dog (Buddah Records, 209)
- 1972 - Liberation Special/Madness (Apple Records, 1854)
- 1972 - Power Boogie/Liberation Special (Apple Records, 45)
- 1974 - Rock and Roll Steaker/Angels Forever (RCA Victor Records, APBO-0268)
- 1975 - Shakedown/Brother Can You Spare Me a Dime (Atlantic Records, 3257)

### Collaborazioni
con John Lennon e Yōko Ono
- 1972 - Some Time in New York City (Apple Records, PCSP 716) Doppio LP, a nome John & Yoko/Plastic Ono Band with Elephant's Memory and Invisible Strings

con Yoko Ono
- 1973 - Approximately Infinite Universe (Apple Records, SVBB 3399) Doppio LP, a nome Yoko Ono with The Plastic Ono Band and Elephants Memory

con Chuck Berry
- 1973 - Bio (Chess Records, CH 50043)

con Stan Bronstein
- 1976 - Our Island Music (Muse Records, MR 5072) A nome Stan Bronstein/The Elephant's Memory Band

con John Lennon
- 1986 - Live in New York City (Capitol Records, SV-512451) Live registrato nel 1972

## Formazione
- Stan Bronstein - sassofono soprano elettrico, strumento a fiato (rothophone elettrico)
- Michal Shapiro - voce
- Richard William Chester Ayers - chitarra ritmica
- Richard Sussman - pianoforte, organo
- Myron Yules - trombone basso elettrico
- John Ward - basso elettrico, chitarra, batteria
- Rick Frank - batteria, percussioni amplificate